# バスケットボール女子大韓民国代表
バスケットボール女子大韓民国代表(Korea national basketball team)は、大韓バスケットボール協会が編成し、国際大会に参加する女子バスケットボールのナショナルチームである。

## 歴史
FIBA女子アジアカップ（旧アジア選手権）第1回優勝国で、これまでに史上最多の12回優勝している。
1967年世界選手権と自国開催の1979年世界選手権で準優勝を達成。
オリンピック初出場の1984年ロサンゼルスオリンピックで準優勝。
2000年シドニーオリンピックで2度目のベスト4入りを達成した。
2008年北京オリンピックでベスト8入りしたが、2012年と2016年は出場権を逃した。
2021年開催の東京オリンピックは世界最終予選を勝ち抜いて出場したが、予選リーグ3連敗で敗退した。

## 主な国際大会成績
- 夏季オリンピック
  - 1984年 － 銀メダル
  - 1988年 － 7位
  - 1996年 － 10位
  - 2000年 － 4位
  - 2004年 － 12位
  - 2008年 － 8位
  - 2020年 － 10位
- FIBA女子バスケットボール・ワールドカップ（旧世界選手権）
  - 1959年 － 8位
  - 1964年 － 8位
  - 1967年 － 準優勝
  - 1971年 － 4位
  - 1975年 － 5位
  - 1979年 － 準優勝
  - 1983年 － 4位
  - 1986年 － 10位
  - 1990年 － 11位
  - 1994年 － 10位
  - 1998年 － 13位
  - 2002年 － 4位
  - 2006年 － 13位
  - 2010年 - 8位
  - 2014年 - 13位
  - 2018年 - 13位
- FIBA女子アジアカップ（旧アジア選手権）
  - 優勝：12回（1965, 1967, 1972, 1974, 1978, 1980, 1982, 1984, 1988, 1997, 1999, 2007）
- アジア競技大会バスケットボール競技
  - 優勝：4回（1978,1990,1994,2014）

## 関連語句
- バスケットボール大韓民国代表